# ماكوتو منابي
ماكوتو منابي (باليابانية: 真鍋真) (و. 1959 – م) إحاثي، من اليابان، في طوكيو.

## التعليم
تعلم في جامعة يوكوهاما الوطنية.